# Gottfried von Hohenlohe-Schillingsfürst
Gottfried (Maximilian Maria) Prinz zu Hohenlohe-Waldenburg-Schillingfürst, Ratibor und Corvey (8 de noviembre de 1867 - 7 de noviembre de 1932), fue un oficial del ejército austrohúngaro y diplomático durante la I Guerra Mundial.

## Biografía

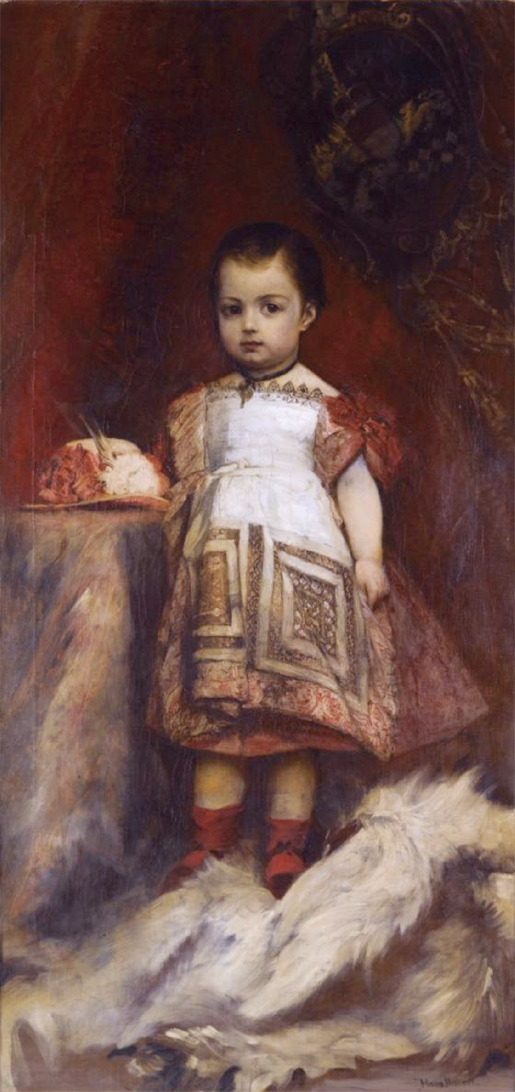
Gottfried de niño.

El Príncipe Hohenlohe-Schillingsfürst nació en Viena el 8 de noviembre de 1867 siendo hijo del Príncipe Konstantin de Hohenlohe-Schillingsfürst (1828-1896) y era el hermano del Príncipe Konrad de Hohenlohe-Waldenburg-Schillingsfürst, quien fue Primer Ministro de Austria en 1906. Se casó con la Archiduquesa María Enriqueta, hija del Archiduque Federico quien fue el Comandante Supremo del Ejército austrohúngaro durante la I Guerra Mundial, el 3 de junio de 1908 en Baden.
Tras su graduación del Schottengymnasium en Viena, el Príncipe Hohenlohe-Schillingsfürst entró en el ejército como húsar en 1887. Promovido a teniente en 1889, asistió a la Academia de Guerra entre 1893 y 1895, a lo que siguió su servicio en el Estado Mayor General. En 1900, fue promovido a capitán y fue enviado a San Petersburgo como agregado militar en 1902. En 1906, fue promovido al puesto de mayor, pero se retiró al año siguiente y fue transferido al servicio exterior. Sin embargo, tuvo que abandonar el servicio en 1908 debido a su enlace con la Archiduquesa. El 2 de febrero de 1913, el emperador Francisco José I le confió al Príncipe Hohenlohe-Schillingsfürst una misión especial en San Petersburgo diseñada para aliviar las tensas relaciones surgidas por la crisis de los Balcanes en el invierno de 1912-1913. En abril de 1914, reingresó en el cuerpo diplomático mientras que su esposa tuvo que renunciar a su título de 'Su Alteza Imperial y Real'.
El 4 de agosto de 1914, el emperador Francisco José I nombró al Príncipe Hohenlohe-Schillingsfürst como embajador de la Monarquía Dual en Berlín, reemplazando al anciano y decrépito Conde von Szögyény-Marich, un nombramiento que había sido largamente discutido antes del advenimiento de la guerra pero bloqueado por este último por su negativa a una salida elegante. Era un ardiente partidario de la Doble Alianza de 1879 y procuró mantener la alianza sobre la base de la equidad. Sin embargo, el deterioro de la fortuna militar de la Monarquía Dual obstaculizó sus esfuerzos en ese sentido. En 1917, estaba convencido de que la victoria militar estaba fuera del alcance y que un acuerdo de paz debía encontrarse lo más pronto posible; así que apoyó los intentos infructuosos del nuevo emperador Carlos I de alcanzar un paz por separado.
Tras el fin de la guerra, el Príncipe Hohenlohe-Schillingsfürst se retiró del servicio público y se dedicó el resto de sus años a las carreras de caballos.
En 1917, había sido promovido al puesto de mayor general. Fue investido Caballero de la Orden del Toisón de Oro en 1917.
Murió en Viena el 7 de noviembre de 1932.